# Michael Grunstein

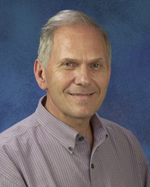
Michael Grunstein

Michael Grunstein (* 1946 in Rumänien; † 18. Februar 2024) war ein rumänisch-US-amerikanischer Biochemiker und Professor an der University of California in Los Angeles, Kalifornien (UCLA).

## Leben
Grunstein erwarb einen Bachelor an der McGill University in Montreal, Kanada und einen Ph.D. an der University of Edinburgh im Vereinigten Königreich. Als Postdoktorand arbeitete er an der Stanford University in Stanford, Kalifornien. 1975 ging er an die University of California in Los Angeles, Kalifornien (UCLA).

## Wirken
Grunstein erfand als Postdoktorand im Labor von David Hogness die Kolonie-Hybridisierung-Screening-Technik für rekombinante DNA (Colony Hybridization screening technique of recombinant DNAs). An der UCLA konnte er grundlegende Arbeiten zur genetischen Analyse von Histonen bei Hefen erbringen. Er konnte erstmals zeigen, dass Histone die Genaktivität regulieren. Zu seinen Leistungen gehören der Nachweis, dass Histone und Histonacetylierung die Transkription regulieren und die Entzifferung des Histon-Codes.

## Auszeichnungen (Auswahl)
- 2001 Mitgliedschaft in der American Academy of Arts and Sciences[2]
- 2003 Massry-Preis[3]
- 2008 Mitgliedschaft in der National Academy of Sciences
- 2011 Rosenstiel Award[4]
- 2016 Gruber-Preis für Genetik
- 2018 Albert Lasker Award for Basic Medical Research
- 2022 Albany Medical Center Prize